# Micrurus diastema
La serpiente de coral variable (Micrurus diastema) es una especie de serpiente elápido, nativo del sureste de México y la parte norte de América Central. Existen siete subespecies reconocidas.

## Distribución y hábitat
M. diastema habita bosques tropicales muy húmedos, húmedos y secos, desde el nivel del mar hasta 1250 m en México, Belice, Guatemala y Honduras.

## Subespecies
Se distinguen las siguientes subespecies:
- Micrurus diastema affinis (Jan, 1858)
- Micrurus diastema aglaeope (Cope, 1860)
- Micrurus diastema alienus (Werner, 1903)
- Micrurus diastema apiatus (Jan, 1858)
- Micrurus diastema diastema (Duméril, Bibron & Duméril, 1854)
- Micrurus diastema macdougalli Roze, 1967
- Micrurus diastema sapperi (Werner, 1903)